# AKR1A1
Aldo-Keto-Reduktase-Familie 1, Mitglied A1, auch bekannt als Alkoholdehydrogenase (NADP+) oder Aldehydreduktase, ist ein Enzym, das bei Eukaryoten vom Gen AKR1A1 codiert wird. Das Enzym gehört zur Enzymfamilie der Aldo-Keto-Reduktasen, die eine große Anzahl an verwandten monomeren NADPH-abhängigen Oxidoreduktasen beinhalten.

## Eigenschaften
AKR1A1 katalysiert die NADPH-abhängige Reduktion von verschiedenen aliphatischen und aromatischen Aldehyden zu Alkoholen sowie von Mevaldat zu Mevalonsäure und von Glyceraldehyd zu Glycerol. Mutationen im Gen AKR1A1 treten bei manchen Non-Hodgkin-Lymphomen auf. Besonders stark exprimiert ist das Gen in vielen verschiedenen Organen – prädominant in der Niere, im Cortex, in der Leber, Schilddrüse und im Dünndarm.

## Genstruktur
AKR1A1 beinhaltet insgesamt 10 Exons. Das Gen befindet sich auf dem kurzen Chromosomenarm (p-Arm) zwischen den Chromosomenbanden 1p33 und 1p32 des Chromosoms 1.

## Funktion
Das Enzym ist in der Reduktion von biogenen und xenobiotischen Aldehyden involviert und ist nahezu in jedem Gewebe präsent. Alternatives Spleißen dieses Gens resultiert in zwei verschiedene Transkript-Varianten, die dasselbe Protein codieren.

### Interaktion mit anderen Proteinen
AKR1A1 interagiert insgesamt mit 22 Proteinen:
| - MRPS35 - TRIP13 - MIOX | - ALDH3A1 - GCLC - MCEE | - ALDH3B2 - ATP2B1 - TERF1 | - TERF2IP - GUSB - EXOSC4 | - ATP2B2 - ALDH1A3 - UBC | - ALDH3A2 - ATP2B4 - GK2 | - ALDH1B1 - GK2 - KL | - ALDH7A1 |

## Medizinische Bedeutung
Das Enzym ist wichtig für den Metabolismus von γ-Hydroxybutyrat (GHB) in menschlichen Astrozyten. Außerdem ist das Enzym in diabetischen Komplikationen durch Katalyse der Reduktion von Glucose zu Sorbitol impliziert.
Auch ist das Enzym für die Reduktion von 3-Deoxyoson verantwortlich, das ein hauptsächliches Intermediat und potenzielles Vernetzungsmittel für die Maillard-Reaktion darstellt. Bei einer Glykation oder einer Reduzierung der Enzymaktivität kann es zu einem metabolischen Ungleichgewicht unter diabetischen Konditionen führen.

### Lungenkrebs

Metabolische Aktivierung von polycyclischen aromatischen Kohlenwasserstoffen mithilfe von Aldo-Keto-Reduktasen

Polycyclische aromatische Kohlenwasserstoffe (PAK) sind vor allem als Schadstoffe bekannt, die beim Tabakrauchen in die Lunge gelangen können. Ein Produkt, das sich im Körper anreichert, ist das karzinogene Benzo[a]pyren (B[a]P). Nach Umsetzung von B[a]P in B[a]P-7,8-dihydrodiol wird es durch Aldo-Keto-Reduktasen wie AKR1A1 in B[a]P-7,8-catechol umgewandelt, wodurch reaktive Sauerstoffspezies wie das Hyperoxid-Anion (O2·−) und DNA-Addukte wie 8-Hydroxydesoxyguanosin, die aus B[a]P-7,8-dion hervorgehen, entstehen und die DNA schädigen können. Vor allem erfolgt die Schädigung durch eine G→T-Transversion im für das Protein p53 codierende Tumorsuppressorgen. Eine Mutation oder Deletion eines für einen Tumorsuppressor codierenden Gens erhöht die Wahrscheinlichkeit einer malignen Tumorbildung wie Lungenkrebs.

## Tiermodell
Eine Untersuchung hat bewiesen, dass die Mitochondrien der Rattenleber und renalen Cortex das Enzym Alkoholdehydrogenase (NADP+) beinhalten, um die Oxidation von NADPH durch Aldehyde, p-Nitrobenzaldehyd, Methylglyoxal und Glycerinaldehyd zu katalysieren.